# Обчислювальна нейронаука
Обчислювальна нейронаука (англ. Computational neuroscience) — розділ нейронауки, що використовує математичні методи та комп'ютерні симуляції для дослідження роботи нервової системи, зокрема мозку. Математичні методи включають теорію динамічних систем, теорію графів, теорію інформації та ін. Це широко міждисциплінарна наука, яка поєднує когнітивну науку, нейробіологію, теорію алгоритмів та машинне навчання. 
Обчислювальна нейронаука відрізняється від психологічного конекціонізму і машинного навчання тим, що бере до уваги дослідження функціональних і справжніх біологічних нейронів (і нейронних систем) та їх фізіологію і динаміку. Її моделі враховують суттєві властивості біологічної системи в різних просторово-часових масштабах, від мембранних струмів, білків і хімічного зв'язування до вивчення коливань активності, галузевої і топографічної архітектури, а також навчання і запам'ятовування. Ці обчислювальні моделі використовуються як гіпотези, які може бути безпосередньо перевірено в теперішніх або майбутніх біологічних та/або психологічних експериментах.
Обчислювальна нейронаука намагається розв'язати дві задачі. Перша — зрозуміти причини захворювань мозку, наприклад, хвороби Альцгеймера чи шизофренії, та знайти ліки. Друга — зрозуміти принципи обробки інформації в біологічних нейронних мережах, як вони породжують сприйняття, пам'ять, інтелект та свідомість.

## Предмет дослідження
Дослідження в обчислювальній нейронауці можна умовно розділити на декілька напрямів. Основна робота при дослідженнях відбувається в тісній співпраці з експериментаторами і являє собою аналіз нових даних і синтез нових моделей біологічних явищ.

### Моделювання окремого нейрона
Навіть окремі нейрони мають складні біофізичні характеристики. Модель Годжкіна-Гакслі реалізує лише два процеси проходження струму? чутливого до зміни напруги, при проходженні швидкодійного натрію та зворотно-спрямованого калію. Хоча дана модель успішно передбачує час і якісні особливості потенціалу дії, вона не в змозі передбачувати ряд важливих функцій, таких як адаптація і шунтування. Науковці тепер вважають, що є велика різноманітність струмів, чутливих до змін напруги, з різною динамікою, модуляцією і чутливістю цих струмів, що стало важливою темою дослідження обчислювальної нейронауки.
Обчислювальні функції комплексних дендритів також є предметом інтенсивних досліджень. Існує великий обсяг літератури про те, як відбувається взаємодія струмів з геометричними властивостями нейронів.
Деякі моделі імітують біохімічні процеси при дуже великій деталізації, наприклад, такі, що відбуваються на рівні дендритних шипів або синаптичних щілин.
Є багато програмних пакетів, таких як GENESIS і NEURON, які дозволяють швидко і систематично моделювати in silico реалістичні нейрони. Проєкт Blue Brain, заснований Генрі Маркрамом, розв'язує задачу побудови детальної біофізичної моделі кортикальної колонки на суперкомп'ютері Blue Gene.

### Сенсорне сприйняття
Перші моделі сенсорного сприйняття спираються на теоретичну базу, створену переважно Горасом Барлоу. Створюючи перші сенсорні системи, Барлоу зрозумів, що вони мають мати таку форму, щоб забезпечити ефективне кодування, за якого нейрони кодують інформацію таким чином, щоби мінімізувати кількість спайків (з’єднань). Експериментальні та розрахункові роботи відтоді тією чи іншою мірою підтвердили цю гіпотезу.
Сучасні дослідження в сенсорній обробці мають два основних напрямки: біофізичне моделювання різних підсистем і більш теоретичне моделювання процесів сприйняття. В сучасних моделях сприйняття припускають, що мозок реалізує своєрідну задачу баєсового висновування та інтегрування різних видів сенсорної інформації при формуванні нашого сприйняття фізичного світу.

### Пам’ять ісинаптична пластичність
Ранні моделі пам'яті ґрунтувалися на постулатах Геббового навчання. Біологічно відповідні моделі, такі як мережі Гопфілда, було розроблено для моделювання властивості асоціативності, притаманної біологічним системам, а не адресній пам'яті, яку використовують в комп’ютерних системах. Ці методи, в першу чергу, звертають увагу на формування короткочасної і довготривалої пам'яті, локалізованої в гіпокампі. Було побудовано моделі робочої пам'яті, що спираються на теорії синхронізації мережних коливань і стійкої діяльності, з метою втілення деяких особливостей контекстно пов'язаної пам'яті префронтальної кори головного мозку.
Однією з основних проблем в нейрофізіологічної пам'яті є те, як вона підтримується і змінюється за умови різних масштабів часу для елементів мережі. Нестабільні синапси легко піддаються навчанню, але й є схильними до стохастичних порушень. Стабільні синапси не так легко забувають, але з іншого боку їх важче консолідувати. Одна з останніх обчислювальних гіпотез використовує каскади пластичності, які дозволяють синапсам функціювати в різних масштабах часу. За допомогою методу Монте-Карло було побудовано деталізовані стереохімічні моделі синапсу, що має ацетилхолінові рецептори, в яких процес відтворено з точністю до мікросекунд. Цілком імовірно, що обчислювальні інструменти будуть значною мірою сприяти нашому розумінню того, як синапси функціюють і змінюються під впливом зовнішніх подразників, вже найближчими десятиліттями.

### Поведінка нейронних мереж
Біологічні нейрони з'єднано між собою складним, рекурентним (з наявністю зворотних зв'язків) способом. Ці з’єднання, на відміну від більшості штучних нейронних мереж, є розсіяними, і, здебільшого, питомими. Не відомо, як інформація передається через такі розріджені з'єднання. Невідомо також, що за обчислюванні функції, якщо такі існують, виконують певні схеми таких з’єднань. Взаємодію між нейронами в невеликих мережах можливо абстрагувати до простих моделей, таких як модель Ізінга (з магнітом). Статистична механіка таких простих систем добре піддається теоретичному вивченню і конкретизації їх характеристик. З появою двухфотонної  та кальцієвої мікроскопії з’явилися нові потужні експериментальні методи, які дають змогу перевіряти нові теорії щодо нейронних мереж.

### Книги
- Серії книг Computational Neuroscience Series (МІТ)
- Gerstein, George; Aertsen, Ad; Grün, Sonja; Maldonado, Pedro E.; Palm, Günther (2023). Introducing computation to neuroscience: selected papers of George Gerstein. Cham. ISBN 978-3-030-87447-6.
- Pittà, Maurizio de; Berry, Hugues (2019). Computational glioscience. Cham, Switzerland. ISBN 978-3-030-00817-8.
- Di Ieva, Antonio (2016). The fractal geometry of the brain. New York. ISBN 978-1-4939-3995-4.

### Журнали
- Journal of Computational Neuroscience
- Computational Intelligence and Neuroscience
- Frontiers in Computational Neuroscience

### Конференції
- Computational and Systems Neuroscience (COSYNE) – зустріч з обчислювальної нейронауки з фокусом на системній нейронауці.
- Annual Computational Neuroscience Meeting (CNS) – щорічна зустріч з обчислювальної нейронауки.
- Neural Information Processing Systems (NIPS) – провідна щорічна конференція, присвячена переважно машинному навчанню.
- Cognitive Computational Neuroscience (CCN) – зустріч з обчислювальної нейронауки, присвячена обчислювальним моделям, здатним виконувати когнітивні завдання.
- Міжнародна конференція з когнітивної нейродинаміки (ICCN) – щорічна конференція.
- Computational Cognitive Neuroscience - щорічна зустріч з обчислювальної нейронауки з акцентом на когнітивні явища.
- UK Mathematical Neurosciences Meeting – щорічна конференція, присвячена математичним аспектам.
- Bernstein Conference on Computational Neuroscience (BCCN) – щорічна конференція з обчислювальної нейронауки.
- Конференції AREADNE – зустрічі, що проводяться раз на два роки і включають теоретичні та експериментальні результати.